# Жохово (Серпецький повіт)
Жохово (пол. Żochowo) — село в Польщі, у гміні Серпць Серпецького повіту Мазовецького воєводства.
Населення — 187 осіб (2011).
У 1975-1998 роках село належало до Плоцького воєводства.

## Демографія
Демографічна структура станом на 31 березня 2011 року:
|          | Загалом | Допрацездатний вік | Працездатний вік | Постпрацездатний вік |
| -------- | ------- | ------------------ | ---------------- | -------------------- |
| Чоловіки | 92      | 26                 | 55               | 11                   |
| Жінки    | 95      | 17                 | 52               | 26                   |
| Разом    | 187     | 43                 | 107              | 37                   |